# Kloster Mainburg

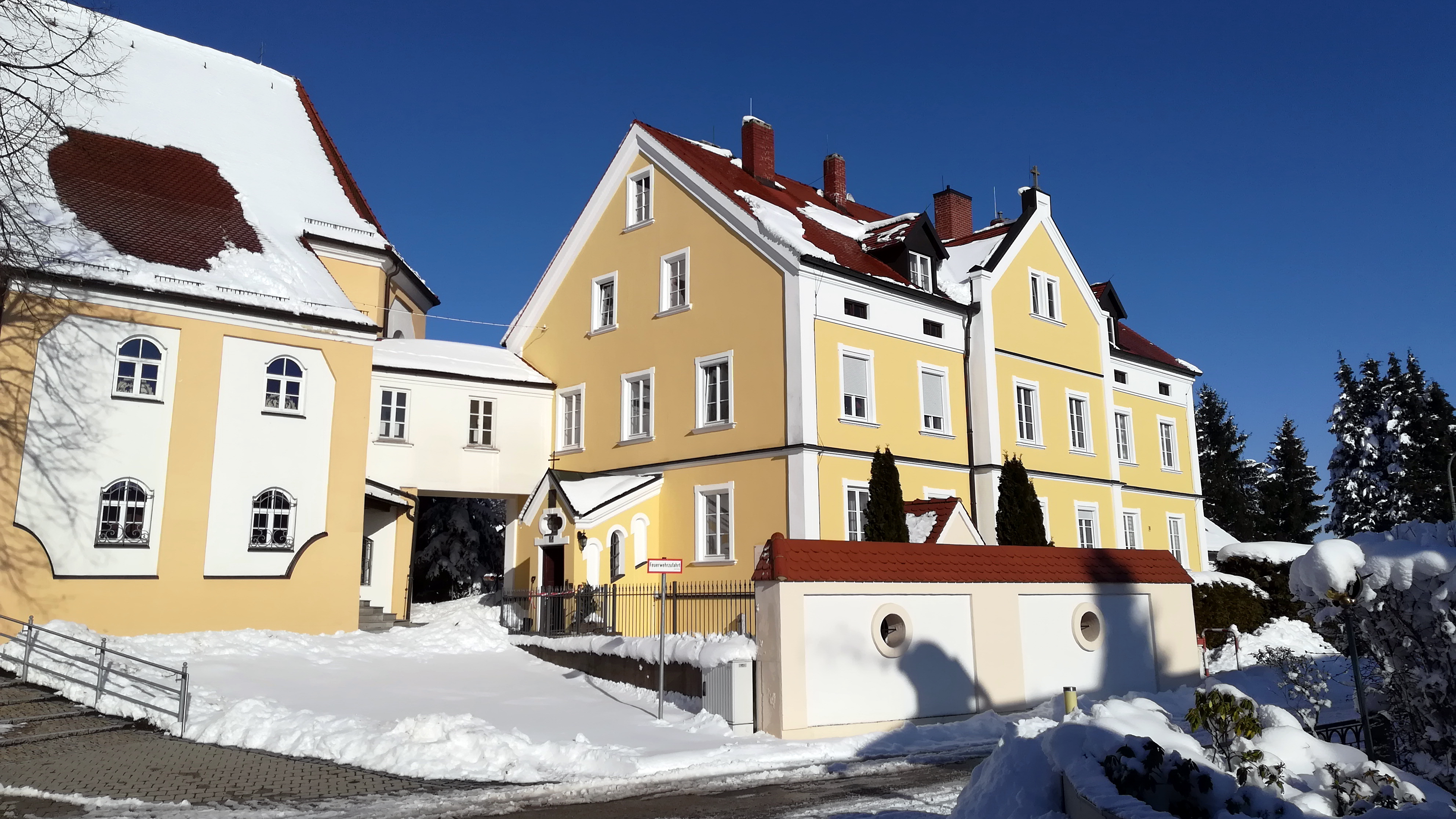
Pauliner-Kloster Mainburg 2019

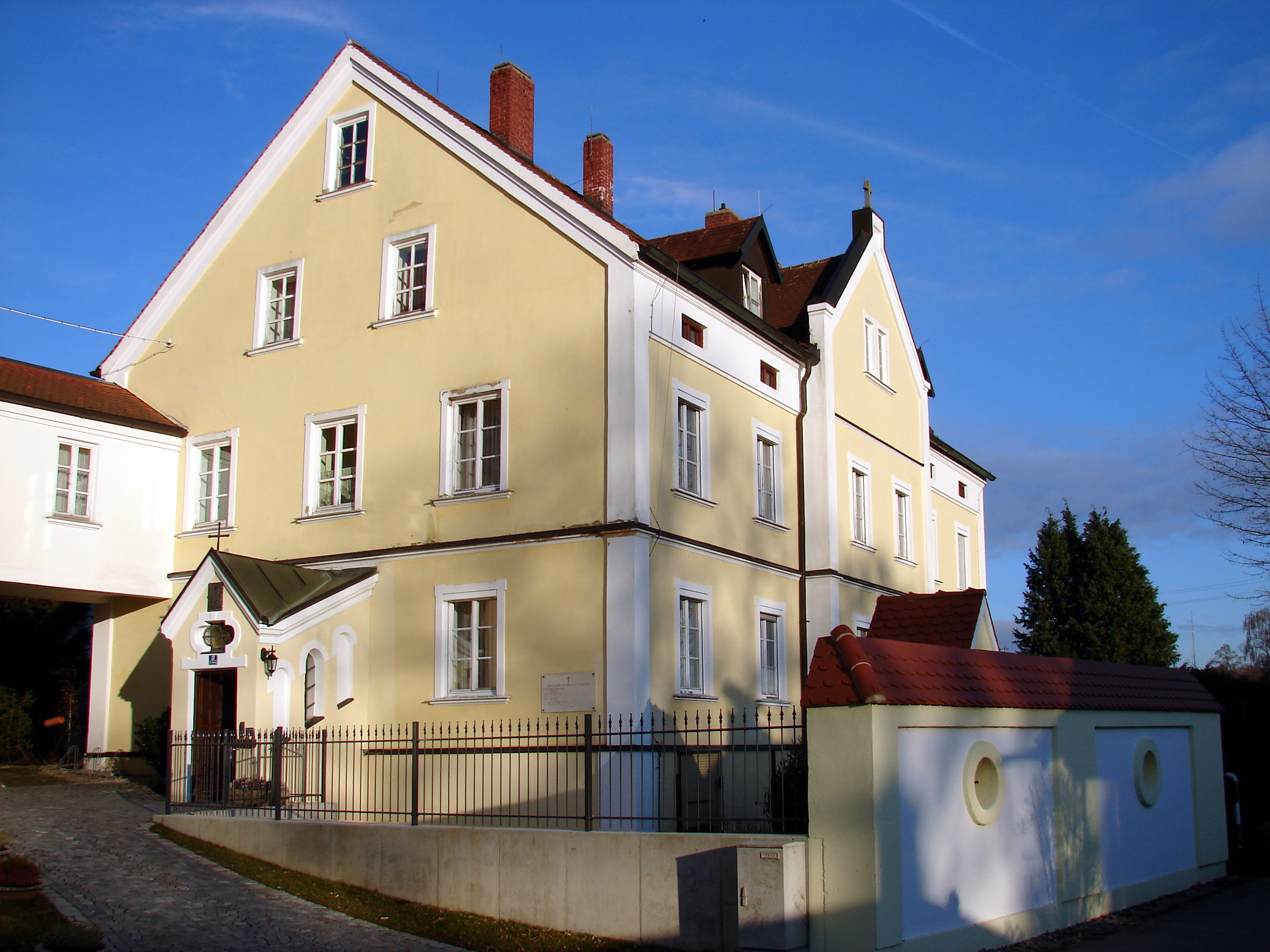
Pauliner-Kloster Mainburg

Das Kloster Mainburg ist ein Kloster der Pauliner in Mainburg in Niederbayern.

## Geschichte
Das Kloster wurde 1893 von den Beschuhten Karmeliten (oder Calceaten, abgekürzt O.C.C.) gegründet und bis 1917 geführt. Von 1918 bis 1978 folgte ihnen der Orden der Kapuziner. 1981 gründeten die aus Tschenstochau in Schlesien zurückgekehrten Pauliner im Kloster Mainburg ihre erste neuzeitliche Niederlassung in Deutschland. Derzeit leben und arbeiten im Kloster fünf Pauliner. Sie betreuen die umliegenden Pfarreien seelsorgerisch.

## Anlage
Die heutige Klosterkirche St. Salvator war bereits 1723 an der Stelle einer älteren Kirche erbaut worden. Der Kreuzweg auf den Salvatorberg wurde 1854 errichtet und die Kreuzweg-Gruppe vor der Kirche im Jahr 1882. Das Kloster selbst wurde im Jahr 1893 erbaut, die Treppenanlage mit 176 Stufen entlang des Kreuzwegs stammt ursprünglich aus dem Jahr 1909 und wurde im Jahre 2008 vollkommen restauriert.